# Kawara (Fukuoka)
Kawara (香春町, Kawara-machi) est un bourg du district de Tagawa, dans la préfecture de Fukuoka, au Japon.

## Géographie

### Démographie
Au 1er septembre 2014, la population de Kawara s'élevait à 10 959 habitants répartis sur une superficie de 44,56 km2.